# Acate
Acate (Biscari jusqu'en 1938) est une commune italienne de 9 934 habitants de la province de Raguse, dans la région Sicile.

## Géographie
Acate (en sicilien : Acati) est une petite ville et commune du sud de la Sicile, en Italie, dans la province de Raguse. Elle est située dans la vallée de la rivière Dirillo, à 34 kilomètres de Raguse.

## Histoire
Jusqu'en 1938, la commune s'est appelé Biscari, et son histoire remonte jusqu'au XIVe siècle.
Au cours de la Seconde Guerre mondiale, elle a été le lieu du massacre de Biscari, dans laquelle de nombreux soldats américains ont tué les soldats allemands et italiens désarmés.

## Administration
| Période                                  | Période | Identité | Étiquette | Qualité |
| ---------------------------------------- | ------- | -------- | --------- | ------- |
|                                          |         |          |           |         |
| Les données manquantes sont à compléter. |         |          |           |         |

### Hameaux
Macconi, Marina di Acate.

### Communes limitrophes
Caltagirone, Chiaramonte Gulfi, Gela, Mazzarrone, Vittoria.

## Jumelages
Acate est jumelée avec la ville de Chambly.